# Anna Cope Hartshorne
Anna Cope Hartshorne (8. ledna 1860 Germantown – 2. října 1957 Filadelfie) byla americká učitelka a spisovatelka působící v Japonsku. Pocházela z prominentní filadelfské kvakerské rodiny. Spolu s blízkou přítelkyní Umeko Cudou, byla jednou ze zakladatelek Univerzity Cuda a členkou pedagogického sboru.

## Životopis

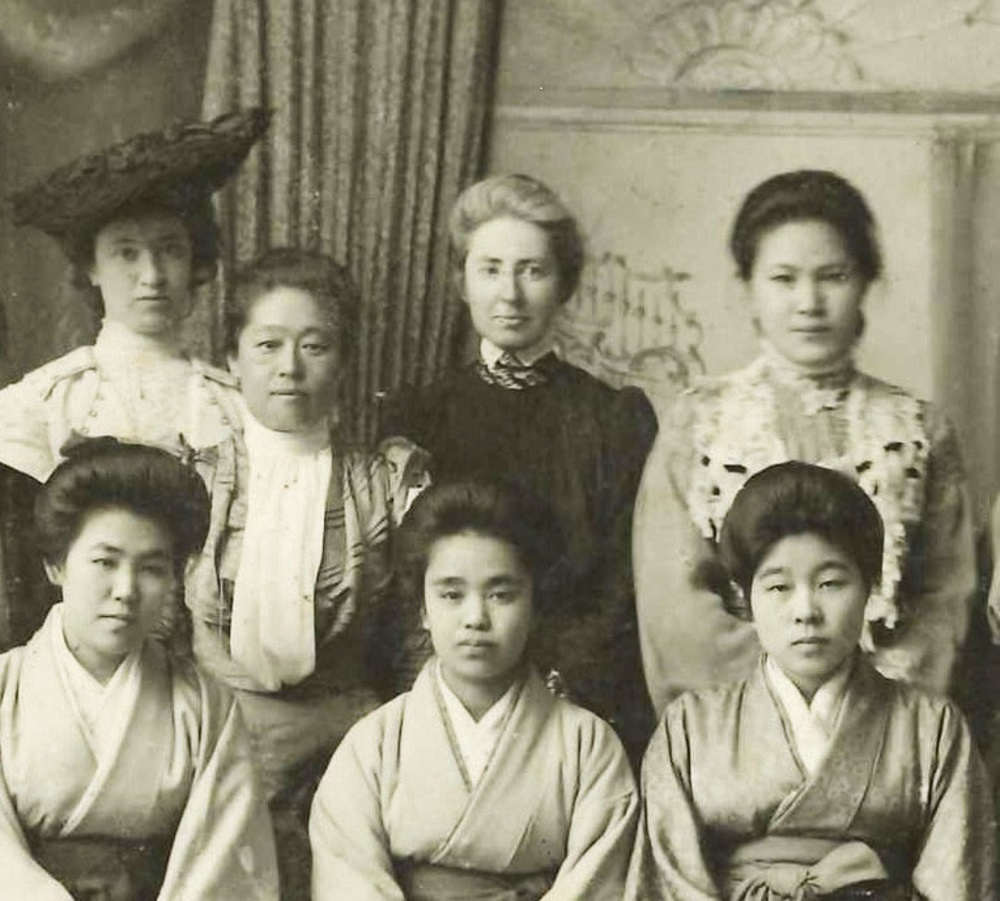
Zahájení studia na Univerzitě Cuda (1905). Druhá zleva Umeko Cuda, třetí Anna Cope Hartshorne, čtvrtá Miči Kawai.

Narodila se v Germantownu ve Filadelfii, jako dcera Henryho Hartshornea a Mary Elizabeth Brown Hatshorne. Jejími bratranci byli filozof Charles Hartshorne a zeměpisec Richard Hartshorne. Její otec, kvakerský lékař, byl zastáncem veřejného zdraví a vysokoškolského vzdělávání žen, a také lékařský misionář v Japonsku. Anne navštěvovala univerzitu Bryn Mawr College, kde se spřátelila s Umeko Cudou.
V 90. letech 19. století učila anglickou literaturu na Friends' School v Tokiu. Pomohla získat finance na otevření Ženského institutu anglických studií (女子英学塾 Džoši eigaku džuku) v roce 1900, z něhož později vznikla Univerzita Cuda. Zde od roku 1902 dobrovolně působila jako učitelka až do roku 1940. Když školu v roce 1923 zničilo velké zemetřesení v Kantó, cestovala po Spojených státech, aby vybrala peníze na novou výstavbu školy, na kterou i dohlížela po smrti Umeko Cudy v roce 1929. V roce 1931 vyrazila na další cestu po Spojených státech, aby poděkovala dárcům, vybrala další finance a podala zprávy o pokroku školy. Při své další návštěvě v roce 1937 informovala o znovuotevření školy.
Anna Hartshorne napsala knihy Japan and Her People (1902, 2 svazky) a A Reading Journey Through Japan (1904). Navrhla také obálku amerického vydání knihy Inazóa Nitobeho Duše Japonska – spis o Bušido (1899).
Z Japonska odjela v roce 1940, pravděpodobně s úmyslem se vrátit, ale 2. světová válka ji donutila zůstat ve Spojených státech natrvalo. Zemřela ve Filadelfii v roce 1957 ve věku 97 let. Byl po ní pojmenován hlavní sál Univerzity Cuda. Její spisy, spolu se spisy jejího otce a dědečka jsou uloženy v univerzitní knihovně Haverford College.